# Bogdan Ferdek
Bogdan Ferdek (ur. 22 czerwca 1956 w Ozimku) – polski duchowny katolicki, teolog, profesor nauk teologicznych, specjalista w zakresie teologii dogmatycznej.

## Życiorys
Studia filozoficzno-teologiczne ukończył na Katolickim Uniwersytecie Lubelskim w 1981 na podstawie pracy magisterskiej Kategoria przyszłości w polskiej literaturze filozoficzno-teologicznej, w tym samym roku przyjął święcenia kapłańskie. Został kierownikiem II Katedry Teologii Dogmatycznej w Instytucie Teologii Systematycznej Papieskiego Wydziału Teologicznego we Wrocławiu. Objął stanowisko członka Komitetu Nauk Teologicznych Polskiej Akademii Nauk.
Pod jego kierunkiem w 2003 stopień naukowy doktora uzyskał Jarosław Mariusz Lipniak.

## Ważniejsze publikacje
- Sekty i nowe ruchy religijne jako problem teologiczny (1997)
- Sekty i nowe ruchy religijne (1998)
- Teologiczna futurologia : "Daję wam przyszłość, jakiej oczekujecie" (Jr 29, 11) (2001)
- Eschatologia Taboru : reinterpretacja eschatologii w świetle misterium Przemienienia Pańskiego (2005)
- Nasza siostra - córą i matką Pana : mariologia jako przestrzeń syntezy dogmatyki (2007)
- Duch Boży nad wodami Renu : refleksje nad ścieżkami nadreńskiej pneumatologii (2010)